# Mycale dichela
Mycale dichela är en svampdjursart som först beskrevs av Jörn Hentschel 1911.  Mycale dichela ingår i släktet Mycale och familjen Mycalidae. Inga underarter finns listade i Catalogue of Life.